# Sidodadi (Kisaran Barat)
Sidodadi is een bestuurslaag in het regentschap Asahan van de provincie Noord-Sumatra, Indonesië. Sidodadi telt 4113 inwoners (volkstelling 2010).